# Santiago Botero
Santiago Botero Echeverry (Medellín, 27 oktober 1972) is een Colombiaans voormalig wielrenner die onder meer zes etappes in twee Grote Rondes, het bergklassement in de Ronde van Frankrijk van 2000 en het wereldkampioenschap tijdrijden in 2002 wist te winnen.
Zijn specialiteit was de tijdrit. Daarnaast kon hij behoorlijk bergop rijden en bleek hij een bekwaam daler. Vanwege zijn lichaamsbouw en zijn geboortestreek kreeg hij de bijnaam De Buffel uit Medellín.

## Biografie
De in Medellín geboren Botero werd professioneel wielrenner in 1997, bij Kelme.
Botero's succesvolste jaar was 2002. Hij won twee etappes in de Ronde van Frankrijk en werd vierde in het algemeen klassement, won een etappe in de Ronde van Spanje, won de Alpenklassieker en werd wereldkampioen tijdrijden.
Na zijn succesjaar en zesjarige loopbaan bij Kelme, vertrok hij voor twee jaar naar T-Mobile. In 2003 en 2004 werd Botero naar eigen zeggen geplaagd door maagproblemen en kon hij voor T-Mobile niet de verwachte prestaties leveren.
In 2005 en 2006 kwam hij voor Phonak uit. Bij Phonak beleefde hij een opleving en toonde hij zijn kwaliteiten. In 2005 won Botero de Ronde van Romandië en werd hij nipt tweede in de Dauphiné Libéré. In 2006 werd hij echter geschorst door zijn ploeg vanwege zijn betrokkenheid in de zaak Operación Puerto. In november van dat jaar werd hij door de Colombiaanse wielerbond vrijgesproken.
Botero stond erom bekend te rijden met een groot verzet. Hij heeft hierdoor ook enkele knieoperaties moeten ondergaan.
Hij kwam terug boven water op de Olympische Spelen van 2008 in Peking, waar hij 7de werd in de wegrit en als 25e eindigde in de tijdrit.
Na een infectieziekte beëindigde hij zijn carrière in juli 2010.

## Belangrijkste overwinningen
1997
- Proloog Ronde van Chili

1998
- 2de etappe GP Mitsubishi

1999
- 2de etappe Ruta del Sol
- 5de etappe Parijs-Nice

2000
- 14de etappe Ronde van Frankrijk
- Bergklassement Ronde van Frankrijk

2001
- Clásica a los Puertos de Guadarrama
- 7de etappe Ronde van Spanje
- 21ste etappe Ronde van Spanje

2002
- Alpenklassieker
- 4de etappe Dauphiné Libéré
- 9de etappe Ronde van Frankrijk
- 15de etappe Ronde van Frankrijk
- 16e etappe Ronde van Spanje
- Wereldkampioenschap tijdrijden

2005
- 6de etappe Ronde van Romandië
- Eindklassement Ronde van Romandië
- 4de etappe Dauphiné Libéré
- 7de etappe Dauphiné Libéré

2007
- Colombiaans kampioenschap tijdrijden
- Ronde van Colombia
- Pan-Amerikaanse Spelen (individuele tijdrit)

2008
- Eindklassement Redlands Bicycle Classic

2009
- Colombiaans kampioenschap tijdrijden
- 7de etappe Ronde van Colombia (individuele tijdrit)

2010
- Zuid-Amerikaanse Spelen (individuele tijdrit)
- Zuid-Amerikaanse Spelen (wegwedstrijd)

## Resultaten in voornaamste wedstrijden
| Jaar | Ronde van Italië | Ronde van Frankrijk | Ronde van Spanje |
| ---- | ---------------- | ------------------- | ---------------- |
| 1997 |                  |                     | 98e              |
| 1998 | 54e              |                     |                  |
| 2000 |                  | 7e (1)              | 72e              |
| 2001 |                  | 8e                  | 18e (2)          |
| 2002 |                  | 4e (2)              | 66e (1)          |
| 2003 |                  | opgave              |                  |
| 2004 |                  | 75e                 | opgave           |
| 2005 |                  | 51e                 | opgave           |

| Jaar | Luik-Bast.‑Luik | Waalse Pijl |  | WK op de weg |  | Wereldranglijsten |
| ---- | --------------- | ----------- |  | ------------ |  | ----------------- |
| 1997 |                 |             |  |              |  |                   |
| 1998 |                 |             |  |              |  |                   |
| 2000 |                 |             |  |              |  |                   |
| 2001 |                 |             |  | 29e          |  |                   |
| 2002 |                 |             |  | 128e         |  |                   |
| 2003 |                 |             |  |              |  |                   |
| 2004 |                 |             |  |              |  |                   |
| 2005 | 35e             | 79e         |  |              |  | 19e (UPT)         |

## Ploegen
- 1997 - Kelme
- 1998 - Kelme
- 1999 - Kelme
- 2000 - Kelme
- 2001 - Kelme
- 2002 - Kelme
- 2003 - Team Telekom
- 2004 - T-Mobile Team
- 2005 - Phonak Hearing Systems
- 2006 - Phonak Hearing Systems
- 2007 - Une Orbitel
- 2008 - Rock Racing
- 2009 - Orgullo Paisa
- 2010 - Orgullo Paisa